# Montanhas Sinjar
Montanhas Sinjar, Shingal ou Shengal (em árabe: جبل سنجار; em curdo:  Çiyayên Şingalê چیای شهنگال/شهنگار) são uma cordilheira de 100 quilômetros de extensão que se eleva a uma altitude de 1.463 metros e acima das planícies aluviais do entorno do Curdistão. O segmento mais alto, que tem cerca de 75 quilômetros de comprimento, destas montanhas encontra-se em na província de Ninawa, no norte do Iraque. O segmento ocidental e inferior destas montanhas estão em território da Síria. A cidade de Sinjar fica ao sul desta cordilheira.